# エスパル

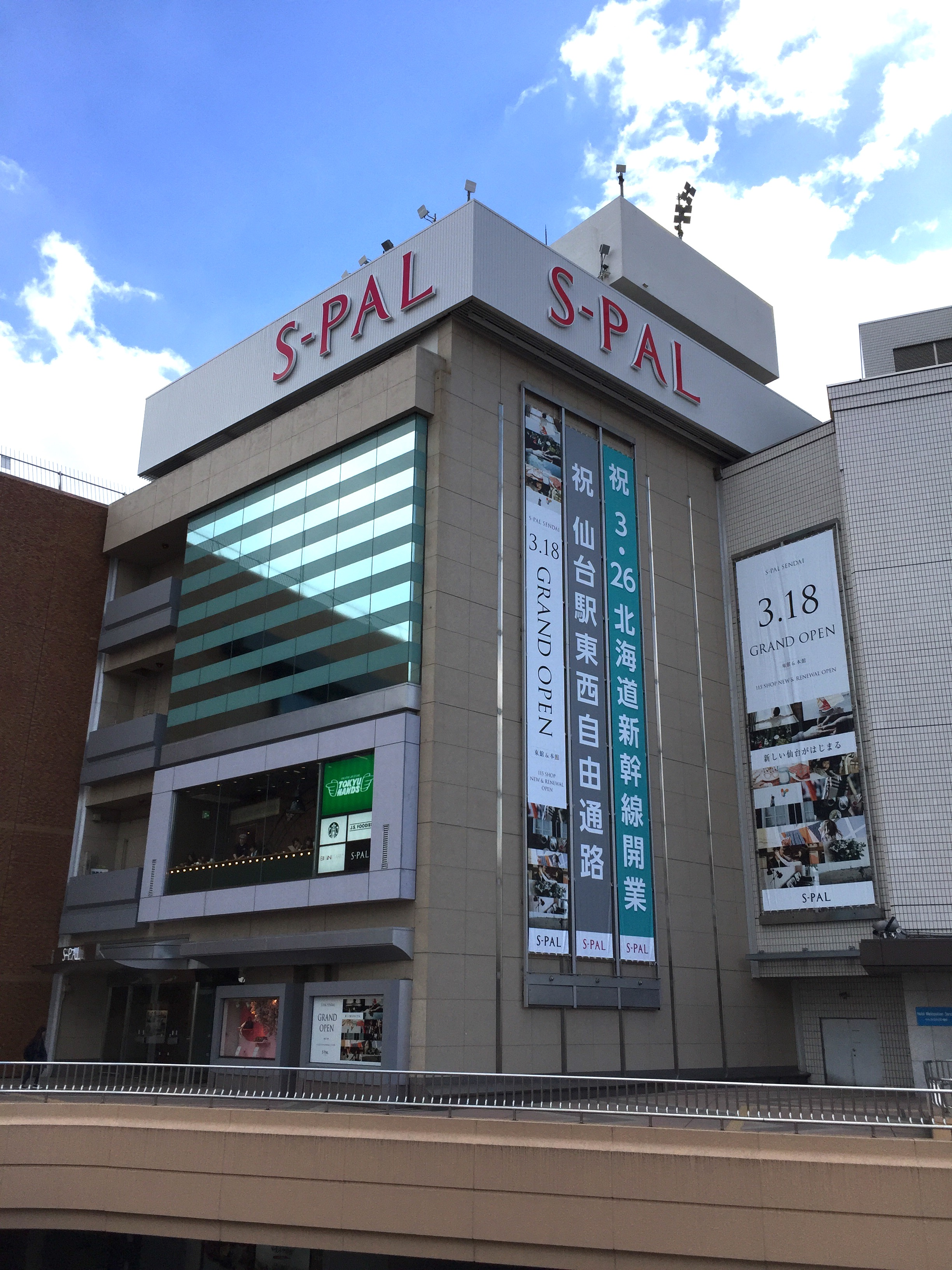
エスパル仙台店（2016年3月）

エスパル（S-PAL）は、仙台ターミナルビル株式会社が運営するショッピング施設。「S-PAL」の由来は、英語で「S」（STATION＝駅）と「PAL」（友達）を合わせた造語で、「駅の友達」という意味。南東北地方でJR東日本の駅ビルを運営している。 

## 概要
東北新幹線開業（1982年）に合わせた仙台駅の新駅舎完成（1977年）の翌1978年に開店した仙台店が最初の店舗である。周辺には百貨店の仙台十字屋（後にLABI仙台となり閉店）および、丸光（のちエマルシェ運営のさくら野百貨店仙台店となり、2017年2月に経営破綻）、GMS（大型スーパー）のエンドーチェーン仙台駅前店（現在はEBeanS）とダイエー仙台店（後にイオン仙台店となり閉店）、1982年には専門店ビルのams西武（現在は仙台ロフト）が開店するなど、仙台駅前での大型店集積が進んだ。
2003年 - 2004年に南東北の代表駅の駅ビル運営会社各社を仙台ターミナルビルが吸収合併したことに伴い、ブランド名が統一され、当初運営していた仙台駅に加え山形駅・福島駅・郡山駅の駅ビルをS-PALブランドとして運営している。
その後、仙台パルコなどの進出および仙台・宮城デスティネーションキャンペーンに備えて、S-PAL II（エスパル・ツー）が2008年6月18日に開業。さらにエスパル仙台東館が2016年3月18日、エスパルいわきが2023年1月15日に開業し、現在は7店舗となっている。

## 運営店舗
- S-PAL仙台本館（仙台駅）

- S-PAL山形（山形駅）
  - 規模：地上5階。店舗面積5,682m2、店舗数77店舗。
  - 主なテナント：レトロガール、スタディオクリップ、SUIT SELECT、ファブリックジャム、チュチュアンナ、新星堂、BIC Apple製品修理カウンター、英会話イーオン、マツモトキヨシ、ファンケル、ロッテリア、スターバックスなど

- S-PAL福島（福島駅）
  - 規模：地上5階。店舗面積7,881m2、店舗数86店舗。5Fはホールになっている。
  - 主なテナント：ローリーズファーム、レトロガール、RIO、シネマクラブ、SUIT SELECT、ファブリックジャム、アニメイト、無印良品、アースミュージック＆エコロジー、ジュピター、ロッテリア、マツモトキヨシ、ドトールコーヒー、ヴィドフランス、そば処丸松、らーめん粋家など

- S-PAL郡山（郡山駅）
  - 規模：地上3階。店舗面積6,600m2、店舗数63店舗。
  - 主なテナント：ローリーズファーム、レトロガール、無印良品、アースミュージック＆エコロジー、イーストボーイ、イッツデモ、ハニーズ、Perfect Suit FActory、ファブリックジャム、niko and...、ヴィドフランス、ファンケル、オルビス、マツモトキヨシ、ロッテリア、タリーズコーヒー、カルディコーヒーファームなど

- S-PAL II

- S-PAL 仙台東館

- S-PALいわき（いわき駅）
  - 規模：地上3階。店舗面積2,700m2、店舗数12店舗。
  - 主なテナント：大川魚店、ホップジャパンTaproomいわき、ハワイアンズキッチン マハロア、なの花ドラッグいわき、仙臺たんや利久、ニューデイズ、タリーズコーヒー、モノバス、三万石、いわきチョコレート、コンタクトのアイシティ、えきポレ眼科クリニックなど

## 沿革
- 1978年（昭和53年）3月18日 - S-PAL仙台（エスパルせんだい、旧：ショッピング部門エスパル）が営業開始。
- 1982年（昭和57年）7月15日 - サンシティ郡山（サンシティこおりやま）が営業開始。
- 1988年（昭和63年）6月10日 - 福島ルミネ（ふくしまルミネ）が営業開始[1]。
- 1993年（平成5年）11月27日 - メトロプラザ山形（メトロプラザやまがた）が営業開始。
- 2004年（平成16年）
  - 3月6日 - サンシティ郡山がS-PAL郡山（エスパルこおりやま）に改称。
  - 3月20日 - 福島ルミネがS-PAL福島（エスパルふくしま）に改称[2]。
  - 10月1日 - メトロプラザ山形がS-PAL山形（エスパルやまがた）に改称。
- 2008年（平成20年）6月18日 - S-PAL II（エスパル・ツー）が営業開始。
- 2016年（平成28年）3月18日 - S-PAL仙台東館（エスパルせんだいひがしかん）が営業開始[3]。これに伴い、従来のS-PAL仙台はS-PAL仙台本館（エスパルせんだいほんかん）を呼称する。東館開業と同時に現ロゴの使用を開始。
- 2017年（平成29年）
  - 2月16日 - JREポイントの導入を開始。
  - 6月1日 - S-PAL仙台東館が増床オープン[4][5]。
- 2023年（令和5年）1月15日 - S-PALいわき（エスパルいわき）が営業開始。